# Purwokerto (Patebon)
Purwokerto is een bestuurslaag in het regentschap Kendal van de provincie Midden-Java, Indonesië. Purwokerto telt 5057 inwoners (volkstelling 2010).